# Freddy Got Fingered
Freddy Got Fingered is een Amerikaanse komediefilm uit 2001 geschreven en geregisseerd door Tom Green die ook de hoofdrol vertolkt. De film ontving erg slechte recensies en filmrecensent Roger Ebert gaf het een zeldzame 0 van de 5 sterren.
De film won vijf Razzies onder andere voor slechtste film, slechtste regie, slechtste acteur en slechtste scenario. Tom Green nam de prijzen persoonlijk in ontvangst tijdens de Razzie-ceremonie. Voorheen had nog geen een acteur dit gedaan.

## Rolverdeling
| Acteur               | Personage                |
| -------------------- | ------------------------ |
| Tom Green            | Gordon "Gord" Brody      |
| Rip Torn             | James "Jim" Brody        |
| Marisa Coughlan      | Betty Menger             |
| Eddie Kaye Thomas    | Frederick "Freddy" Brody |
| Harland Williams     | Darren                   |
| Anthony Michael Hall | Dave Davidson            |
| Julie Hagerty        | Julie Brody              |
| Drew Barrymore       | Davidson's receptionist  |
| Shaquille O'Neal     | Zichzelf                 |
| Connor Widdows       | Andy Malloy              |
| Lorena Gale          | Psychiater               |
| Noel Fisher          | Pimply manager           |
| Stephen Tobolowsky   | oom Neil                 |